# 冨尾光里
冨尾 光里（とみお ひかり、6月17日 - ）は、日本の女性声優。富山県出身。フリー。

## 人物
2024年3月31日まではオフィスPACに預かり所属していた。
趣味は音楽鑑賞、ナノブロック作り。特技はダンス（バレエ・ジャズダンス・ヒップホップ・タップ・日舞等)、歌、昆布〆作り。資格は書道六段。

## 出演

### テレビアニメ
2019年
- 消滅都市（女性客）

2021年
- すばらしきこのせかい The Animation（モブ女A）

2022年
- ダンス・ダンス・ダンスール（レッスン生B）

2023年
- 勇者が死んだ!（女子）

2024年
- ガールズバンドクライ（通行人、喫茶店客、観客、メンバーB）
- 烏は主を選ばない（春殿の女房）

2025年
- 魔法使いの約束（子ども、市民、子供、羊、アーサーに救われた子ども）
- 謎解きはディナーのあとで（書き込み）

### 劇場アニメ
- 永久少年 Eternal Boys NEXT STAGE（2023年）

### ゲーム
- ナイツクロニクル（モモ）
- リトルウィッチアカデミア 時の魔法と七不思議（2017年、ヘンリエッタ）
- プリンセスコネクト!Re:Dive（2018年）
- キグルミキノコ Q-bit（2019年、煉獄茉莉煉）
- Re:三国志 もえしょう物語（2019年、祝融、王元姫）

### 吹き替え

#### 映画
- エクストレモ
- オールド・ナイブス
- ガーディアンズ・オブ・ギャラクシー:VOLUME 3[4]
- スケーターガール
- ナイトスイム（エリオット・ウォラー〈ギャヴィン・ウォーレン〉[5]）
- バーズ・オブ・パラダイス（マリーン）

#### ドラマ
- こちらベスト探偵団（エズラ）
- にわかパパと娘の夏休み（オパール）
- MACGYVER/マクガイバー（カルヴィン）
- マジックベイクオフ
- マンダロリアン
- リバーデイル
- レイブンのウチはチョー大変!

#### アニメ
- おしゃれにナンシー・クランシー
- 下の階には澪がいる（真珠の同級生、学生女1、トランポリン女、学祭客、学生 他）
- 全力!プラウドファミリー
- フェイフェイと月の冒険
- ブルーズ・クルーズ&You!
- ミッキーマウス ミックス・アドベンチャー

### オーディオブック
- ぼくたちのリメイク

### ラジオ
- アニきゅん!
- サタデーライブANNEX
- 冨尾光里のミュージック+スペシャル
- 本気!アニラブ

### 舞台
- クローゼット
- 突き進め!DREAM☆TOUR!ENTERTAINMENT!!
- ReadingAct 打ち上げ花火が消えた後、カケラみたいに光る星。

### その他コンテンツ
- LIVE DAM Ai「シンプル採点3D」（イヌ）

### 初出話一覧
1. 1 2 3  第9話初出
2. 1 2  第2話初出
3. ↑  第10話初出
4. 1 2  第1話初出
5. ↑  第4話初出
6. ↑  第7話初出
7. 1 2 3  第12話初出
8. ↑  第8話初出
9. ↑  第6話初出